# 15857 Touji
15857 Touji eller 1996 EK1 är en asteroid i huvudbältet som upptäcktes den 10 mars 1996 av de båda japanska astronomerna Kazuro Watanabe och Kin Endate vid Kitami-observatoriet. Den är uppkallad efter amatörastronomen Yasuo Touji.
Asteroiden har en diameter på ungefär 3 kilometer.